# 85-й армійський корпус (Третій Рейх)
LXXXV-й (85-й) армі́йський ко́рпус (нім. LXXXV. Armeekorps) — армійський корпус Вермахту за часів Другої світової війни.

## Історія
LXXXV-й армійський корпус був сформований 10 липня 1944 на території південної Франції шляхом переформування корпусу «Кнесс».

## Райони бойових дій
- Південна Франція (липень — грудень 1944);
- Західна Німеччина, Чехословаччина (грудень 1944 — травень 1945).

## Командування

### Командири
- генерал від інфантерії Баптіст Кнісс (нім. Baptist Kniess) (10 липня — 15 листопада 1944);
- генерал від інфантерії Фрідріх-Август Шак (нім. Friedrich-August Schack) (15 листопада — 16 грудня 1944);
- генерал від інфантерії Баптіст Кнісс (16 грудня 1944 — 28 березня 1945);
- генерал танкових військ Сміло фон Лютвіц (нім. Smilo Freiherr von Lüttwitz) (29 березня — 8 травня 1945).

## Бойовий склад 85-го армійського корпусу
Формування управління, забезпечення та підтримки
- 485-те артилерійське командування (Arko 485);
- 485-й корпусний батальйон зв'язку (Korps Nachrichten-Abteilung 485);
- 485-те управління корпусного постачання (Korps-Nachschubtruppen 485).

- 244-та піхотна дивізія (244. Infanterie-Division);
- 338-ма піхотна дивізія (338. Infanterie-Division).

- 11-та танкова дивізія (11. Panzer-Division).

- 159-та резервна дивізія (159. Reserve-Division).

- 159-та піхотна дивізія (159. Infanterie-Division);
- 189-та піхотна дивізія (189. Infanterie-Division);
- Штурмова група 933-го гренадерського полку (Kampfgruppe Grenadier-Regiment 933).

- 159-та піхотна дивізія;
- 189-та піхотна дивізія;
- 338-ма піхотна дивізія (338. Infanterie-Division).

- 5-та парашутна дивізія (5. FallschirmJäger-Division).
- 352-га фольксгренадерська дивізія (352. Volks-Grenadier-Division).

- 79-та фольксгренадерська дивізія (79. Volks-Grenadier-Division);
- 352-га фольксгренадерська дивізія.

- 347-ма піхотна дивізія (347. Infanterie-Division);
- 719-та піхотна дивізія (719. Infanterie-Division);
- 559-та фольксгренадерська дивізія (559. Volks-Grenadier-Division).

- залишки 11-ї танкової дивізії;
- Штурмова група генерал-лейтенанта Шроттера (Kampfgruppe Generalleutnant Schroetter).